# Roland Gorbatschev
Roland Rostislav Gorbatschev, född 18 januari 1931 i Tallinn, Estland, död 15 december 2023 i Lund, var en estländsk-svensk geolog. 
Gorbatschev blev student i Augsburg 1949 och filosofie licentiat vid Uppsala universitet 1961. Han var i olika perioder verksam som assistent, universitetslektor och studierektor vid geologiska institutionen i Uppsala 1955–1967 och förste statsgeolog vid Sveriges geologiska undersökning (SGU) 1968–1973. Han var  professor i petrologi och prekambrisk geologi vid Lunds universitet 1973–1996. Han invaldes som ledamot av Kungliga Vetenskapsakademien 1982.
Gorbatschev har som forskare främst utmärkt sig genom att utveckla storregionala modeller för den äldsta jordskorpan inom den fennoskandiska urbergsskölden samt genom att utföra jämförande studier med den äldsta berggrunden i Östeuropa och Nordamerika. Han var ordförande i Geologiska Föreningen 1982–1984 och tilldelades 1996 föreningens Törnebohmpris tillsammans med Ebbe Zachrisson. År 1998 blev han filosofie hedersdoktor vid Uppsala universitets teknisk-naturvetenskapliga fakultet.